# Bánh xèo tôm nhảy
Bánh xèo tôm nhảy là một đặc sản nổi tiếng của người dân Bình Định. Bánh xèo tôm nhảy có vị ngon và nét độc đáo riêng. Tôm làm bánh xèo phải chọn kỹ, là thứ tôm đánh bắt đêm hôm từ đầm, phải còn tươi. Bột đúc bánh xèo được hoàn toàn xay bằng tay cho nên đúc bột khá giòn. Nước mắm ăn kèm cũng là một phần không thể thiếu làm món ăn ngon hơn.

## Nguyên liệu
Nguyên liệu món ăn gồm bột bánh xèo, bột chiên giòn, tôm, trứng gà ta, dầu ăn, rau xà lách, giá, cải cay, rau thơm và bánh tráng.

## Cách làm
Đầu tiên, thái thịt mỏng và rửa sạch rau. Sau đó, hòa tan bột chiên giòn, bột bánh xèo vào một tô lớn và trộn thật đều với vài quả trứng gà. Bắc chảo lên bếp, cho ít dầu ăn, khi dầu sôi cho tôm vào. Múc từng vá bột đổ vào chảo và tráng mỏng đều quanh chảo. Sau đó cho giá vào và đậy nắp. Đợi 2 phút, khi bánh chín giòn, gập đôi bánh và gắp ra dĩa.

## Trình bày và thưởng thức
Món ăn được dọn bánh ra dĩa và ăn kèm cùng nước mắm, bánh tráng và rau sống.